# Tatra 17
Tatra 17 byla jedna z nejluxusnějších limuzín kopřivnické automobilky Tatra. Její výroba probíhala v letech 1925 až 1929. Byla nástupcem Tatry 10 a byla určená bohaté klientele.
Automobil Tatra 17 je postaven na tatrovácké koncepci s nosnou rourou a jako první model výrobce má nezávislé zavěšení předních kol s výkyvnými polonápravami. Během výroby se do T17 začal montovat výkonnější motor, totožný s Tatrou 31 s výkonem 40 koní. Vozidlo bylo vyráběné v různých verzích (limuzína, kabriolet, hasičské vozidlo).

## Technické údaje
- Motor: zážehový vodou chlazený řadový šestiválec s rozvodem OHC
  - Objem: 1 931 cm3
  - Výkon: 25,8 kW (35 koní)
- Maximální rychlost: 110 km/h
- Spotřeba: 13–14 l/100 km
- Převodovka: 4stupňová mechanická s kuželovou spojkou, pracující v olejové lázni
- Podvozek: centrální nosná roura se spojovacím hřídelem
- Brzdy: provozní: mechanické bubnové na všech kolech, parkovací: mechanická s účinkem na zadní kola

## Galerie

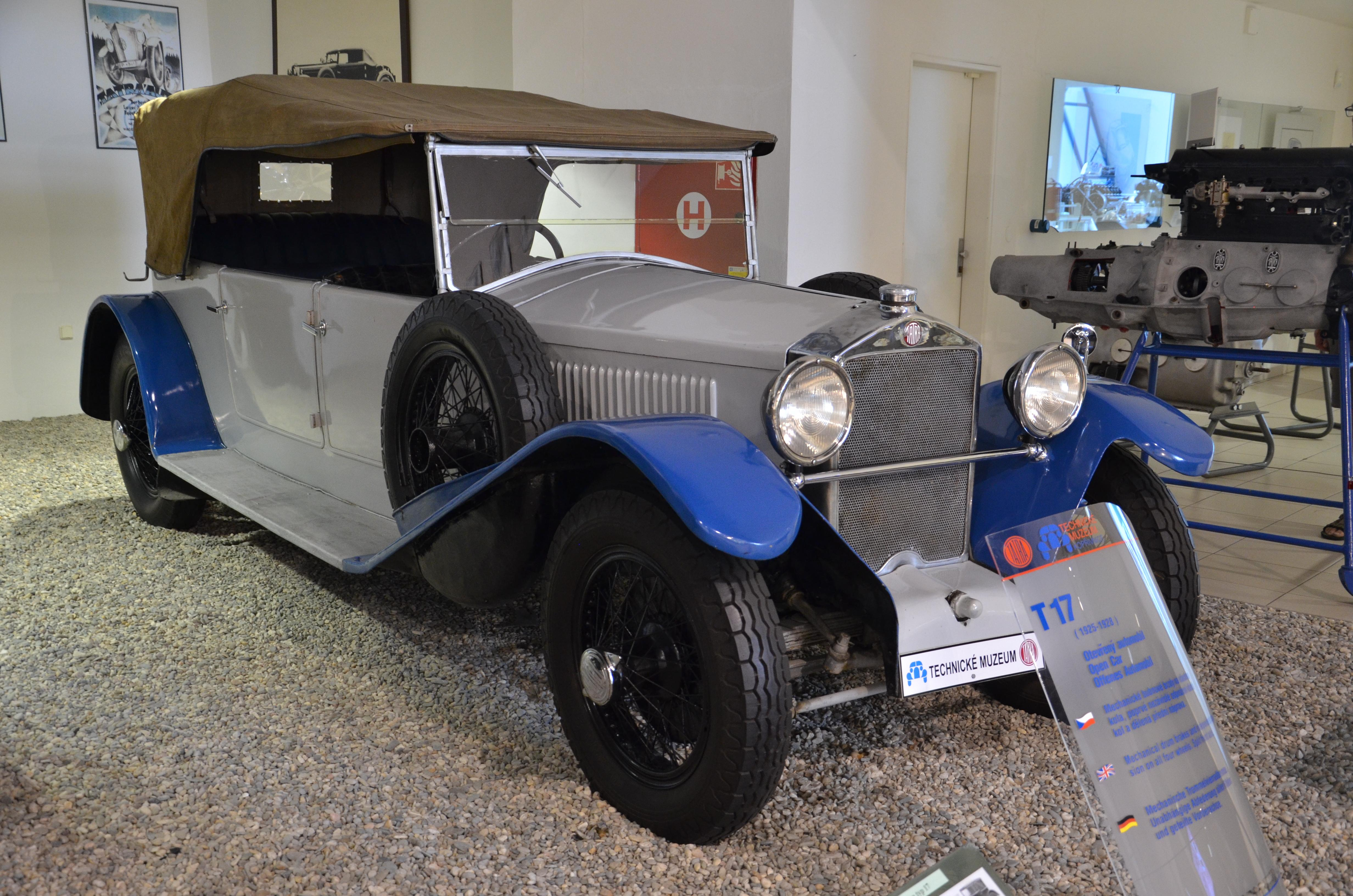
Tatra 17 v Tatra muzeu v Kopřivnici